# Dułak IV

Dułak IV

Dułak IV odmienny

Dułak IV (Węsierski III, Dullack, Dullack-Wensierski, Dullak-Wensierski, Dułak-Węsierski, Dulicz odmienny albo Szeliga odmienny) – kaszubski herb szlachecki, według Przemysława Pragerta odmiana herbu Dulicz albo Szeliga.

## Opis herbu
Herb znany był przynajmniej w dwóch wariantach. Opisy z wykorzystaniem zasad blazonowania, zaproponowanych przez Alfreda Znamierowskiego:
Dułak IV (Węsierski III, Dullack, Dullack-Wensierski, Dullak-Wensierski, Dułak-Węsierski, Dulicz odmienny albo Szeliga odmienny): W polu błękitnym półksiężyc z twarzą srebrny na którym zaćwieczony krzyż ćwiekowy złoty. Klejnot: nad hełmem w koronie trzy pióra strusie, srebrne między błękitnymi. Labry błękitne, podbite srebrem.
Dułak IV odmienny (Węsierski III odmienny, Dullack-Wensierski, Dullak-Wensierski, Dułak-Węsierski, Dulicz odmienny albo Szeliga odmienny): Pole czerwone, półksiężyc złoty, bez twarzy, w klejnocie trzy pióra strusie, labry czerwone, podbite złotem.

## Najwcześniejsze wzmianki
Wariant IV wymieniany tylko przez Nowego Siebmachera (jako Dullack-Wensierski), wariant odmienny wymieniany przez Siebmachera i Ledebura (Adelslexikon der preussiche Monarchie von... jako Wensierski i Dullack). 

## Rodzina Dułak
Herb przyjęty przez Dułaków osiadłych w okręgu tucholskim w 1772, według Pragerta jest to modyfikacja herbu Duliczów, być może przyjęta z powodu przekonania o wspólnym pochodzeniu (podobieństwo nazwisk). Wariant odmienny, być może błędny, przypisywany gałęzi osiadłej w okręgu kartuskim.

## Herbowni
Dułak (Dillak, Diłak, Dulak, Dulek, Dullack, Dullak, Dylak, błędnie Dulkath) być może z nazwiskiem odmiejscowym: Węsierski (Wensierski).